# Kłusak amerykański

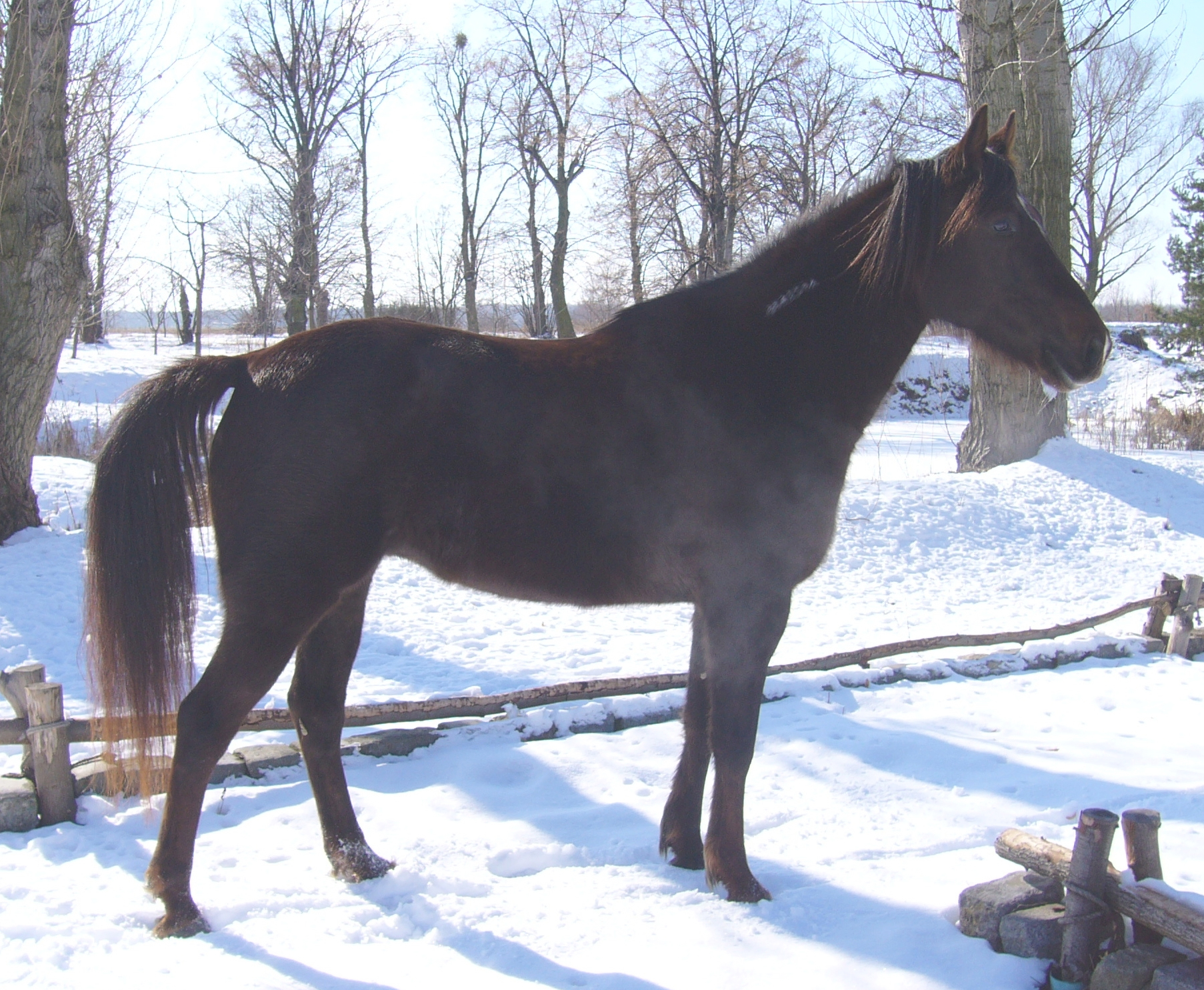
Kłusak amerykański – klacz Fortune F H

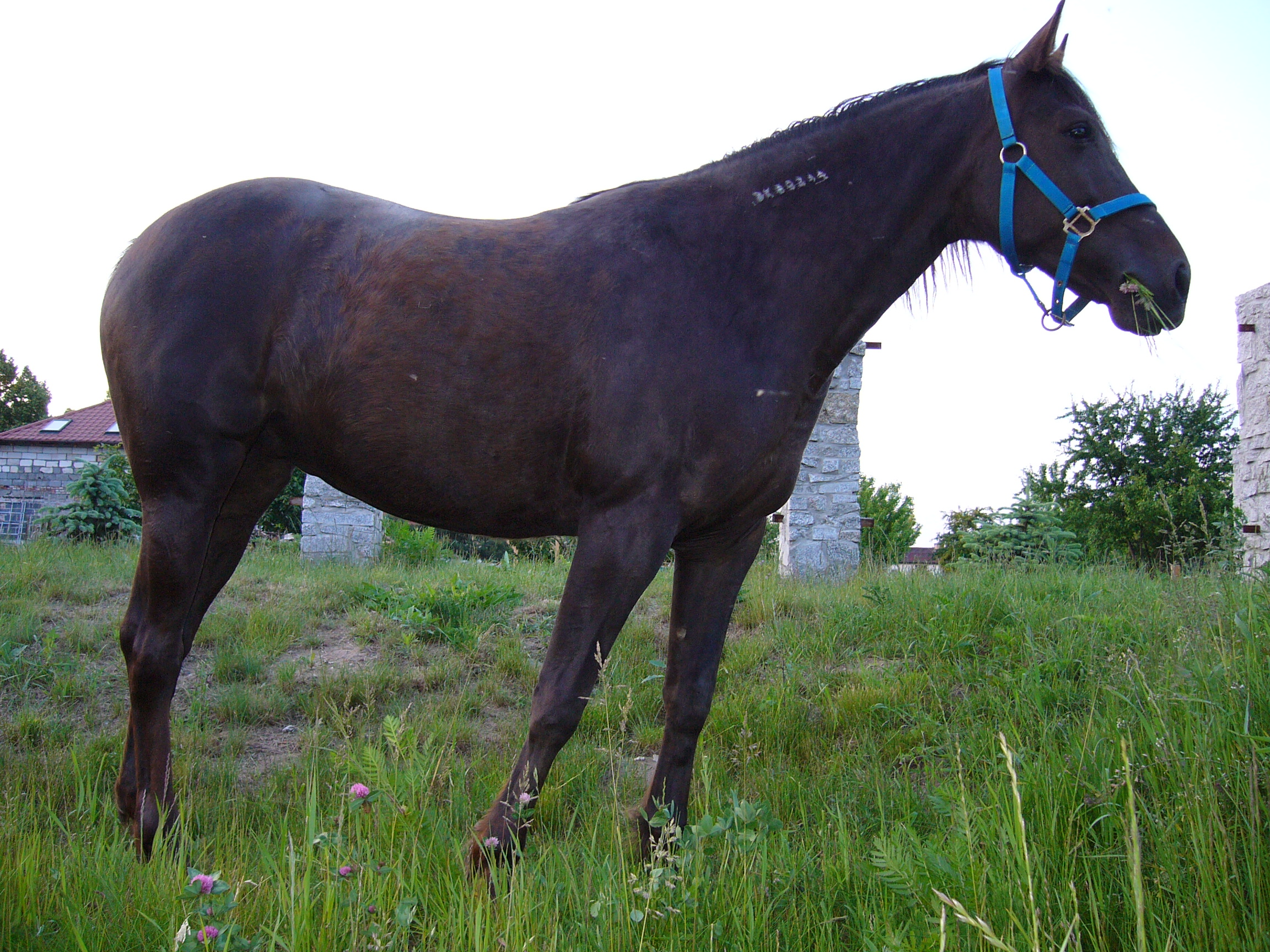
Kłusak amerykański – klacz Fortune F H (Speedy Herve – Nable)

Kłusak amerykański, standardbred – rasa koni powstała pod koniec XVIII wieku w USA,
uważanych za najszybsze kłusaki i inochodźce na świecie.

## Historia
Duży wpływ na nią miał ogier pełnej krwi angielskiej Messenger (Mambrino – NN po Turf), sprowadzony do USA w 1786 r. oraz jego potomek Hambletonian (Messenger xx – Charles Kent po Bellfounder rasy norfolk trotter), ur. w 1849 r., którego uważa się za założyciela rasy. W połączeniu z miejscowymi klaczami, głównie ras morgan, canadian horse i narragansett pacer zapoczątkował rasę. Występuje inochód (konie chodzące inochodem to obecnie ok. 80% przedstawicieli rasy w USA, w Europie natomiast większość stanowią konie chodzące kłusem). Rasa używana w uszlachetnianiu innych ras.

## Pokrój
Cechy charakterystyczne: głowa o prostym profilu, kończyny z silnym przedramieniem, twarde, nieduże kopyta, głęboka klatka piersiowa, czasem występuje przebudowanie (zad wyższy od kłębu), dość krótki grzbiet, umaszczenie przeważnie gniade, ciemnogniade i kasztan, wysokość w kłębie zwykle nie przekracza 160 cm (niższe niż kłusaki ras europejskich).